# 東登口古墳群
東登口古墳群（ひがしのぼりぐちこふんぐん）は、静岡県掛川市吉岡に所在する古墳群。 原野谷川、河岸段丘縁辺に分布する。円墳と方墳の計6基からなり、うち5基が市史跡となっている。5世紀頃の築造。市指定史跡、2002（平成14）年指定。場所は和田岡古墳群の行人塚古墳の北西にある。
所在地
東登口古墳群　〒436-0115